# Masanori
Masanori est un prénom japonais masculin.

## Kanji et signification
Le prénom Masanori est généralement composé de deux kanjis. Le premier se lisant « masa » et le second « nori ».
- Écriture commençant par 正 (« juste » ou « correct ») :
  - 正規 : second kanji 規 (« la règle »). C'est également un adjectif, seiki, signifiant « formel ».
  - 正則 : second kanji 則 (« la règle »). C'est aussi un adjectif, seisoku, signifiant « correct » ou « approprié ».
  - 正紀 : second kanji 紀 (« valeur historique »). C'est un autre prénom : Seiki.
  - 正徳 : second kanji 徳 (« la vertu » ou « la morale »). C'est également le nom d'une des ères du Japon : Shōtoku.
  - 正典, 正憲
- Écriture commençant par 政 (« régner ») : 政範, 政則, 政矩, 政徳
- Écriture commençant par 昌 (« prospère ») : 昌憲, 昌敬, 昌徳, 昌範

## Patronymes
- Masanori Takahash, musicien et compositeur japonais connu sous le pseudonyme de Kitarō.
- Masanori Morita, un auteur japonais de mangas.
- Masanori Umeda, designer japonais connu pour sa participation au mouvement Memphis.
- Fukushima Masanori, daimyo au service de Toyotomi Hideyoshi au Japon à la fin de l'époque Sengoku.
- Masanori Tanimoto, homme politique japonais.
- Masanori Hata, réalisateur, acteur et scénariste japonais.